# Tu Rockcito Filarmónico
Tu Rockcito Filarmónico é um álbum ao vivo da banda colombiana Tu Rockcito gravado com a Orquestra Filarmônica de Medellín. Foi lançado em 30 de abril de 2021. O álbum ganhou o Grammy Latino na categoria “Melhor Álbum Infantil”. Foi gravado em 2020 no Teatro Pablo Tobón Uribe de Medellín em comemoração aos 10 anos da banda.

## Faixas
1. Somos Ruidosos (part. Orquestra Filarmónica de Medellín)
2. Los Dinosaurios (part. Orquestra Filarmónica de Medellín)
3. Canción Para Los Días Tristes (part. Orquestra Filarmónica de Medellín)
4. Niño Lobo (part. Orquestra Filarmónica de Medellín)
5. Las Olas del Mar (part. Orquestra Filarmónica de Medellín)
6. Adivinanzas Filarmónicas (part. Orquestra Filarmónica de Medellín)
7. Cien Hormigas en París (part. Orquestra Filarmónica de Medellín & Felipe Jiménez)
8. De La Cuna a La Jungla (part. Orquestra Filarmónica de Medellín)
9. La Cionca (part. Orquestra Filarmónica de Medellín)
10. Despeinados (part. Orquestra Filarmónica de Medellín & Manuel López)
11. Somos Los Del Rock Pesado (part. Orquestra Filarmónica de Medellín)

## Prêmios e indicações
| Ano  | Prêmio                | Categoria                    | Resultado | Ref.  |
| ---- | --------------------- | ---------------------------- | --------- | ----- |
| 2021 | Grammy Latino de 2021 | Melhor Álbum Infantil do Ano | Venceu    | [ 5 ] |